# Hoogspanningskabel van Messina
De hoogspanningskabel van Messina, ooit een der langste en hoogste overbruggingen ter wereld, verbond sedert 1957 Sicilië met het Italiaans vasteland over de Straat van Messina.

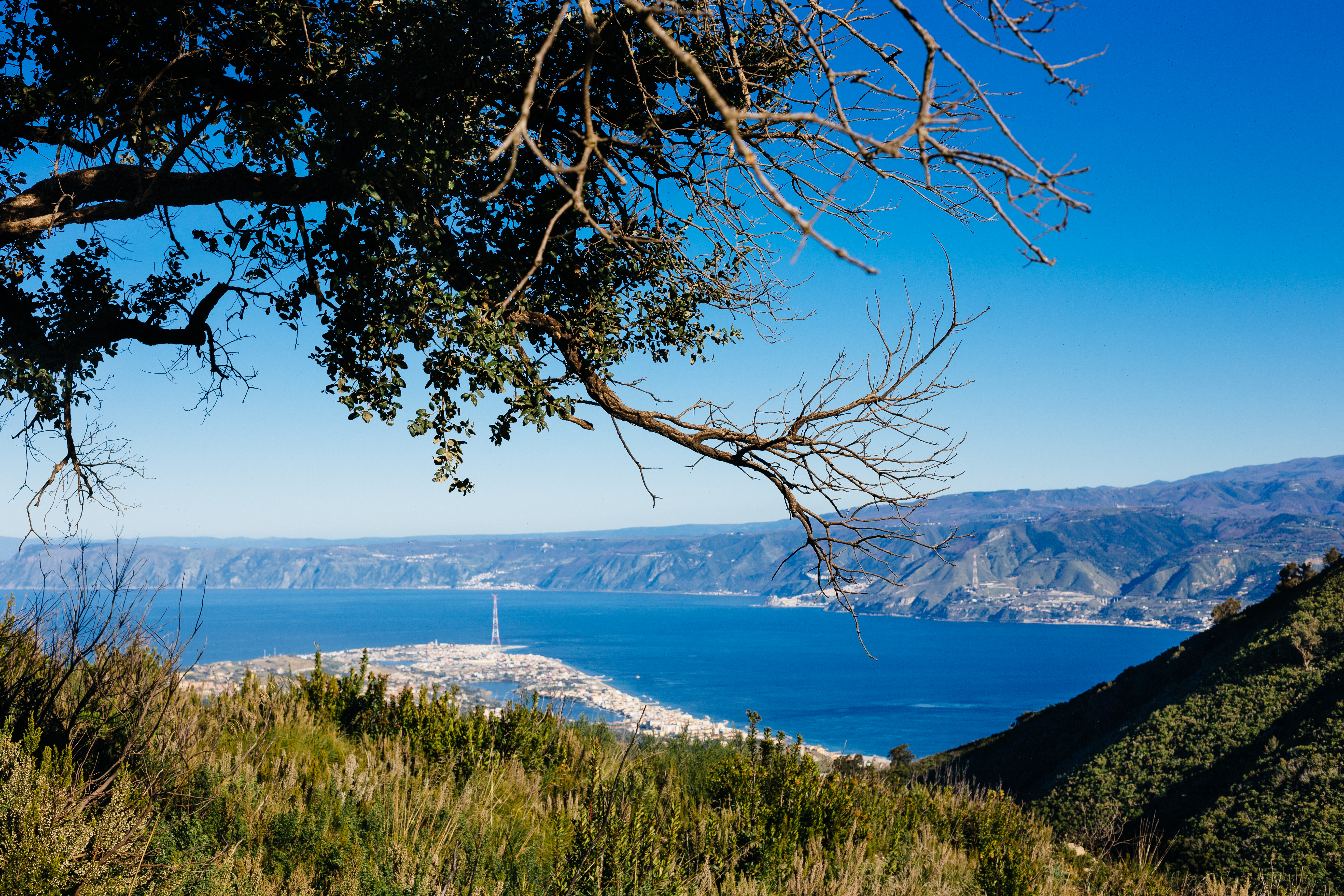
De hoogspanningsmasten van Messina: links in Torre Faro op Sicilië, rechts in Villa San Giovanni in Calabrië

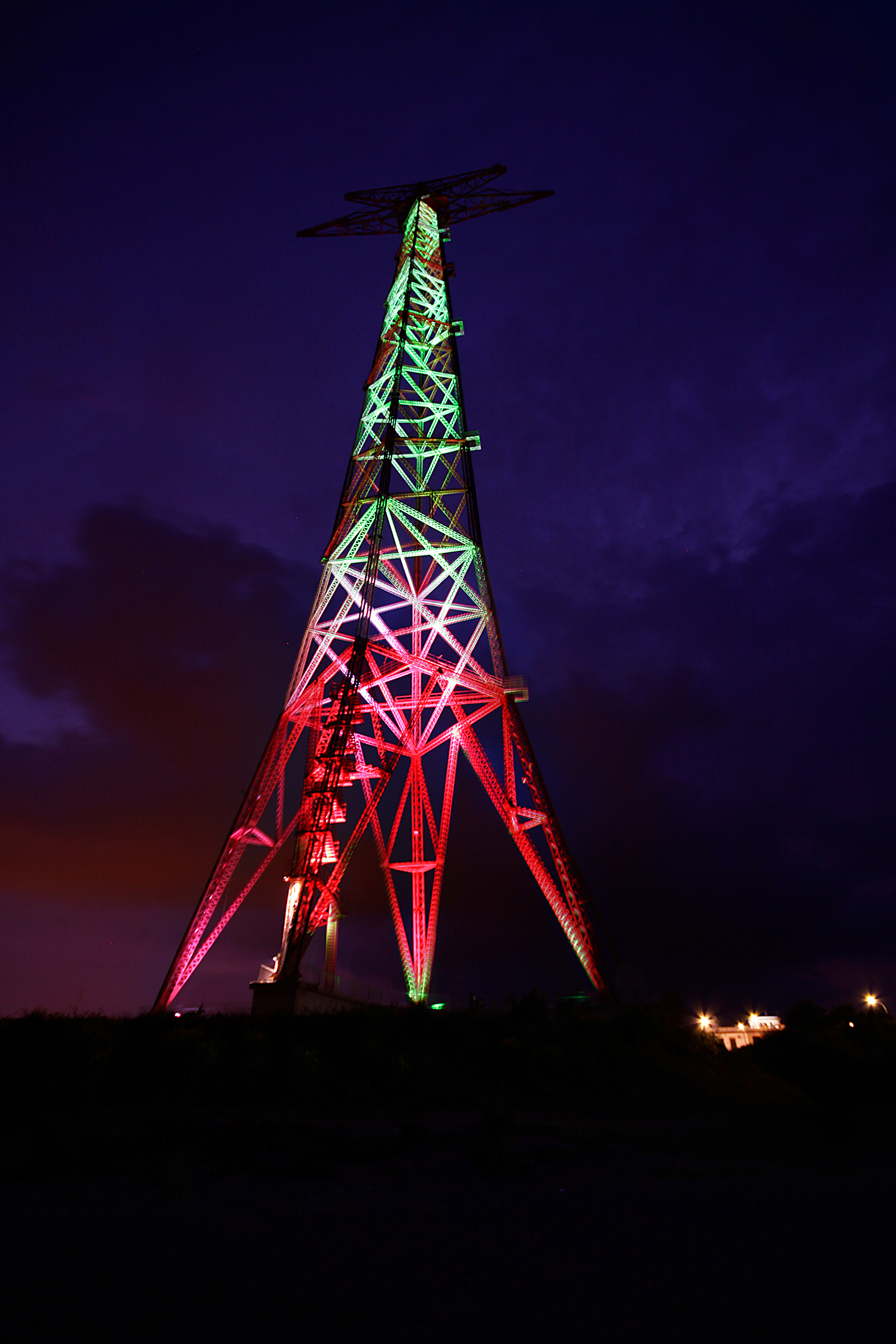
De hoogspanningsmast in Torre Faro, verlicht vanwege de Dag van de Republiek (2 juni 2011)

In 1994 werd deze kabel vervangen door een kabel op de bodem van de zeestraat. De masten van 232 meter hoog zijn nog steeds op beide oevers te bewonderen en vormen nog in de 21ste eeuw een toeristische attractie.